# 0 shi
Pour plus de détails, voir Fiche technique et Distribution.
0 shi (0시) est un film sud-coréen réalisé par Lee Man-hui, sorti en 1972.

## Synopsis
Un policier enquête sur un enlèvement d'enfant qui le met sur la trace d'un gang de motards.

## Fiche technique
- Titre : 0 shi
- Titre original : 0시
- Titre anglais : The Midnight Sun
- Réalisation : Lee Man-hui
- Scénario : Lee Hie-woo
- Photographie : Deok-jin Kim
- Montage : Yu Jae-won
- Production : Kim Tae-su
- Société de production : Taechang Productions
- Pays :  Corée du Sud
- Genre : Policier et action
- Durée : 100 minutes
- Dates de sortie : 
  -  Corée du Sud : 1er juillet 1972

## Distribution
- Heo Jang-gang (ko)
- Shin Seong-il
- Yoon Jeong-hee
- Na O-mi (ko)
- Mun Oh-jang
- Kim Chang-sook
- Lee Seung-hyung (ko)

## Distinctions
Le film a reçu le Blue Dragon Film Award d'encouragement pour Lee Seung-hyung (ko).